# Eddie Spicer
Edwin Warren „Eddie“ Spicer (* 20. September 1922 in Liverpool; † 25. Dezember 2004 in Rhyl) war ein englischer Fußballspieler. Als linker Verteidiger beim FC Liverpool gehörte er in den späten 1940er- und frühen 1950er-Jahren häufig zu den Stammspielern. Die Karriere war geprägt durch mehrere knapp verpasste Trophäen und Verletzungen. Beim Meisterschaftsgewinn 1947 fehlten ihm vier Spiele zum Erhalt der offiziellen Medaille und drei Jahre später verlor er mit Liverpool das Endspiel im FA Cup. Nach zwei schweren Blessuren im Sommer 1951 und Dezember 1953 endete die aktive Laufbahn abrupt.

## Sportlicher Werdegang
Spicer war bereits in seinen frühen Teenager-Jahren ein vielversprechendes Fußballertalent und repräsentierte die englische Schulauswahl. Im Jahr 1937 schloss er sich seinem Heimatverein FC Liverpool auf Amateurbasis an und im Oktober 1939 folgte die Beförderung in den Profikader. Wie bei vielen hoffnungsvollen Fußballern seiner Generation erfuhr auch Spicers Sportlerkarriere eine Vollbremsung mit dem Ausbruch des Zweiten Weltkriegs und der damit verbundenen langjährigen Pause des offiziellen Spielbetriebs. Stattdessen diente er in den britischen Streitkräften bei den Royal Marines. Nach dem Ende der Kampfhandlungen war Spicer noch in seinen frühen Zwanzigern, daher blieb die Perspektive zunächst wenig getrübt. Am 30. Januar 1946 debütierte er im FA Cup gegen die Bolton Wanderers als linker Außenläufer.
Als der Ligabetrieb zur Saison 1946/47 wieder aufgenommen wurde, gab er gegen Sheffield United (1:0) dort auch seinen Erstligaeinstand, aber Trainer George Kay bevorzugte aus der halblinken Läuferposition Bob Paisley. Spicer kam so nur sporadisch zum Zug und die zehn Ligaeinsätze reichten nicht für den Erhalt einer offiziellen Medaille, nachdem Liverpool in diesem Jahr die englische Meisterschaft gewonnen hatte. Einen regelmäßigen Platz in der Mannschaft fand er erst in der Saison 1949/50, in der Spicer auf die linke Verteidigerposition versetzt wurde und dafür der walisische Nationalspieler Ray Lambert nach rechts wechselte. Der FC Liverpool startete mit 19 Partien in Serie ohne Niederlage, aber die Hoffnungen auf einen erneuten Ligatitel mussten nach einem Absturz im Frühling 1950 begraben werden. Eine weitere Gelegenheit ergab sich mit dem Finaleinzug im FA Cup, aber auch dort fand Spicer kein „Happy End“, da er mit den „Reds“ dem FC Arsenal mit 0:2 unterlag. Trotz dieser Enttäuschungen hatte er sich nun in der höchsten englischen Spielklasse etabliert und in der Saison 1950/51 verpasste er keines der 42 Ligaspiele. Er galt als zweikampfstarker Verteidiger, der besondere Fähigkeiten in der Manndeckung besaß. Typisch für seine Spielweise waren die „gewonnenen zweiten Duelle“, die er seinem Gegenspieler oft aufzwang und obwohl er sich auf der linken Abwehrseite heimisch fühlte, hatte er aufgrund seiner Beidfüßigkeit wenig Probleme, wenn er rechts aufgestellt wurde.
Die sportliche Weiterentwicklung, die auch in die englische Nationalmannschaft hätte führen könnte, bekam im Sommer 1951 einen herben Rückschlag. Spicer brach sich anlässlich einer kurzen Vorbereitungstour durch Schweden ein Bein und verpasste dadurch die komplette Saison 1951/52. Er arbeitete ehrgeizig an seinem Comeback und als er sich zur Spielzeit 1952/53 für den rechten Verteidigerposten empfahl, kam diese Verstärkung für den FC Liverpool zur rechten Zeit, da der Verein mittlerweile deutlich in die unteren Tabellenregionen abgerutscht war. Das Team, das mittlerweile von Don Welsh trainiert wurde, hielt die Klasse 1953 unter Spicers Mitwirkung nur knapp. Am 19. Dezember 1953 endete Spicers Profilaufbahn mit einer schweren Verletzung. In der Partie gegen Manchester United (1:5) prallte er mit Manchesters Tommy Taylor und dem Liverpooler Torhüterdebütant Dave Underwood zusammen. Während sich Taylor und Underwood weitgehend schadlos hielten, war der Beinbruch bei Spicer schwerwiegend. Ohne seine Mithilfe stiegen die Reds 1954 letztlich als Tabellenletzter ab. Spicers Popularität zeigte sich danach, als er in Anerkennung für seine Dienste (168 Partien als „One-Club Man“) ein Benefizspiel erhielt, das vor 41.000 Zuschauern stattfand und 4.500 Pfund einbrachte.
In seinem späteren Leben arbeitete Spicer als Fußballkorrespondent für die Liverpool Daily Post und betrieb in der Nähe der nordwalisischen Stadt Ruthin eine Gaststätte. Er verstarb im Alter von 82 Jahren – ebenfalls in Wales – in Rhyl.